# نيفل
نيفل (بالروسية: Невель) هي إحدى مدن روسيا في الكيان الفدرالي الروسي بسكوف أوبلاست.

## توأمة
لنيفل اتفاقيات توأمة مع كل من:
- لودزا (1 فبراير 2006 - )
- بلدية لودزا (1 فبراير 2006 - )

## أعلام
- أدولف بومغارتن